# Joseph Marie Desmars
Joseph Marie Desmars, né le 4 février 1811 à Savenay (Loire-Atlantique) et mort le 24 août 1857 à Nantes (Loire-Atlantique), est un homme politique français.

## Biographie
Joseph Marie Desmars est le fils de Jean Desmars et de Marie Elisabeth Demy. Reçu avocat en 1835, il se fait inscrire au barreau de Savenay. Élu commandant de la garde nationale de Savenay l'année suivante l'année suivante, il devient conseiller municipal et conseiller d'arrondissement en 1845, puis conseiller général du canton de Savenay en 1847 et du canton de Saint-Nicolas-de-Redon en 1848. Il occupe en même temps les fonctions de juge de paix et de juge suppléant au tribunal civil.
Le 23 avril 1848, il est élu comme représentant de la Loire-inférieure à l'Assemblée constituante. À la Chambre, il siège parmi les soutiens du général Cavaignac, fait partie du comité de l'Algérie, et, après l'élection de Louis-Napoléon Bonaparte à la présidence de la République, se rapproche de la politique présidentielle. Il se prononce notamment : pour le bannissement de la famille d'Orléans, pour la loi sur les attroupements, pour le décret sur les clubs, contre la proposition Proudhon, pour les poursuites contre Louis Blanc et Caussidière (affaire du 15 mai), contre les poursuites contre Caussidière (affaire du 23 juin), contre l'abolition de la peine de mort, contre l'impôt progressif, contre l'amendement Grévy sur la présidence, pour la réduction de l'impôt du sel, contre l'amnistie générale, pour l'ordre du jour Oudinot, pour l'interdiction des clubs, contre l'amnistie des transportés, pour le blâme de la dépêche Léon Faucher et contre l'abolition de l'impôt des boissons.
Réélu par le même département à l'Assemblée législative, le 13 mai 1849, le 3e sur 11, avec 71 038 voix sur 148 353 inscrits, il appuie la politique de l'Élysée, devient après le coup d'État du 2 décembre 1851, candidat officiel dans la 3e circonscription de la Loire-inférieure, aux élections du 29 février 1852, et est élu député au Corps législatif.
Desmars siège dans la majorité dynastique, et est réélu, le 22 juin 1857, par 21 733 voix sur 21 787 votants. Il meurt deux mois après les élections.
Il est le père de Joseph Desmars (1844-1884), conseiller général et maire de Redon, et le grand-père du préfet Joseph Desmars (1875-1956).

## Sources
- « Joseph Marie Desmars », dans Adolphe Robert et Gaston Cougny, Dictionnaire des parlementaires français, Edgar Bourloton, 1889-1891 [détail de l’édition]